# ليندسي كوفي
ليندسي ماري كوفي (من مواليد 8 يناير 1992) عارضة أزياء وناشطة أمريكية وحاملة لقب ملكة جمال ، وتوجت ملكة جمال الأرض 2020. توجت كوفي سابقًا بلقب ملكة جمال الولايات المتحدة الأمريكية لعام 2020 وأصبحت أول ممثلة من الولايات المتحدة تفوز بملكة جمال الأرض. وهي أول امرأة من الولايات المتحدة تفوز باللقب منذ انطلاق المسابقة في عام 2001 على الرغم من أن ممثلات سابقات من الولايات المتحدة قد كن مرشحات في السنوات السابقة.